# جان بون جووی
جان فرانسیس بون جووی جونیور (به انگلیسی: John Francis Bongiovi Jr.)، خواننده، ترانه‌سرا و بازیگر آمریکایی است.

## اوایل زندگی
در سال‌های اول نوجوانی همه وقتش را در کلاب‌های محلی می‌گذراند و باور داشت که یک روز ستاره راک خواهد شد. زمانی که ۱۶ ساله بود کیبوردیست دیوید برایان را در دبیرستان ملاقات کرد و هر دو ۱۰ قطعه ریتم و بلوز با نام آتلانتیک سیتی را اجرا کردند. در ۱۹۸۰ اولین آهنگش را به نام runaway ضبط کرد بعد از این آهنگ جان فهمید که اگر بخواهد با موفقیت آهنگ‌هایش سرمایه‌ای جمع کند او به نوازندگان بیشتر نیاز خواهد داشت.

## اعضاء گروه بون جووی
- ریچی سامبورا (متولد ۱۹۵۹ نیوجرسی)، لید گیتار
- دیوید برایان (متولد ۱۹۶۲) نوازنده کیبورد
- تیکو تورس (متولد ۱۹۵۳) طبال
- آلک جان ساچ (متلود ۱۹۵۶) نوازنده گیتار باس

این گروه بعد از عقد قرارداد با کمپانی پولی گرام نام گروه را از جان بن جووی به بن جووی تغییر دادند. در ژوئیه ۱۹۸۳ نخستین آلبوم خود را به نام ۷۸۰۰ درجه فارنهایت به دنیای موسیقی عرضه نمود که آهنگ فراری Run Away از این آلبوم به جدول ۵۰ آهنگ برتر آمریکا راه پیدا کرد. آلبوم بعدی آنها slippery when wet پرفروش‌ترین آلبوم سال ۱۹۸۷ در ایالت متحده بود، هر چند عرضه آن به دنیای موسیقی اوت ۸۶ بود.

## بهتر است بدانید
- سومین آلبومشان به نام Slippery when wet سال ۱۹۸۶ بسیار موفق بود و ۲۸ میلیون کپی از این آلبوم تا اواخر سال ۸۶ به فروش رفت که یک رکورد برجای گذاشته‌است.
- در سال ۹۴ بن جووی یک آلبوم که به عنوان a "greatest hits" بود و این آلبوم Cross Road نام داشت دو آهنگ always و Someday I'll Be Saturday Night که دو آهنگ برتر این آلبوم بودند.

آهنگ Always به مدت شش ماه یکی از ده آهنگ برتر بیلبورت ۱۰۰ آهنگ برتر و یکی از بهترین آهنگ‌های بون جووی شناخته شد. این آهنگ به عنوان آهنگ شماره ۴ آمریکا و شماره یک اروپا شناخته شد.
- در ۱۱ فوریه ۲۰۰۷ بون جووی برنده جایزه گرمی برای

"Best Country Collaboration with Vocals" for "Who Says You Can't Go Home". شد.
- در سال ۲۰۰۷ آلبوم Last highway را منتشر کرد که به عنوان آلبوم شماره یک چارت آمریکا شناخته شد. قبلاً آلبوم نیوجرسی (سال ۱۹۸۸) توانسته بود رتبه شماره یک آلبوم را در چارت بیلبورد آمریکا به خود اختصاص دهد.
- به عنوان یکی از هنرپیشگان برجسته فیلم وقتی ما زیبا بودیم در سال ۲۰۰۹ شناخته شد.
- در ژوئن ۲۰۰۹ جان بن جووی و اندی آهنگی را به صورت مشترک با نام stand by me (با من بایست) را به زبان انگلیسی و فارسی و در حمایت از اعتراضات سراسری مردم ایران اجرا کردند.
- جان در سال ۱۹۸۹ با Dorothea Hurly (مربی کاراته) ازدواج می‌کند چهار فرزند به نام‌های استفانی، جسی، جاکوب و رومئو دارند.

## دیدگاه‌های سیاسی

### حمایت از راهپیمایی‌ها و تظاهرات مردمی خرداد ۱۳۸۸ در ایران
در تاریخ ۲۴ ژوئن سال ۲۰۰۹ میلادی، جان بون جووی و اندی مددیان، به‌طور مشترک آهنگ معروف با من باش (Stand By Me) را به زبان انگلیسی و فارسی و در حمایت از اعتراضات سراسری مردم ایران اجرا کردند.
در اجرای این ترانه، ریچی سمبورا نوازنده صاحب‌نام گیتار و از اعضای گروه هارد راک بون جووی، اندی و جان بان جووی را همراهی می‌کند.

## آلبوم‌ها

### آلبوم‌های تک‌نفره
- Christmas in the Stars (سال ۱۹۸۰)
- Blaze of Glory (سال ۱۹۹۰)
- Destination Anywhere (سال ۱۹۹۷)
- The Power Station Years: The Unreleased Recordings (سال ۲۰۰۱)

### آلبوم‌هایگروه بون جووی
تا تاریخ اوت ۲۰۰۹ میلادی، بیش از ۱۲۰ میلیون نسخه از آلبوم‌ها موسیقی قانونی جان بون جووی در سراسر جهان به فروش رفته‌است.
- Bon Jovi (سال ۱۹۸۴)
- 7800 Fahrenheit (سال ۱۹۸۵)
- Slippery when wet (سال ۱۹۸۶)
- New Jersey (سال ۱۹۸۸)
- Keep the faith (سال ۱۹۹۲)
- Cross road (سال ۱۹۹۴)
- These days (سال ۱۹۹۵)
- Crush (سال ۲۰۰۰)
- One wild night (سال ۲۰۰۱)
- Bounce (سال ۲۰۰۲)
- This left feels right (سال ۲۰۰۳)
- 100,000,000 Bon Jovi fans can't be wrong (سال ۲۰۰۴)
- Have a nice day (سال ۲۰۰۵)
- Lost Highway (سال ۲۰۰۷)
- The Circle (سال ۲۰۰۹)
- What About Now (سال ۲۰۱۳)